# Alvania tumida
Alvania tumida is een slakkensoort uit de familie van de Rissoidae. De wetenschappelijke naam van de soort is voor het eerst geldig gepubliceerd in 1857 door Carpenter.